# Sceloporus aurantius
Espèce
Sceloporus aurantius est une espèce de sauriens de la famille des Phrynosomatidae.

## Répartition
Cette espèce est endémique du Mexique. Elle se rencontre dans le sud-ouest de l’État d'Aguascalientes et dans le sud de l’État de Zacatecas.

## Étymologie
Son nom d’espèce, du latin aurantius, « orangé », lui a été donné en référence à la raie dorso-latérale orange des mâles.

## Publication originale
- Grummer & Bryson, 2014 : A new species of bunchgrass lizard (Squamata: Phrynosomatidae) from the southern sky islands of the Sierra Madre Occidental, Mexico. Zootaxa, no 3790 (3), p. 439–450 (texte intégral).